# Mirollia multidentatus
Mirollia multidentatus är en insektsart som beskrevs av Shi, F-m., Y.-l. Chang och Huiming Chen 2005. Mirollia multidentatus ingår i släktet Mirollia och familjen vårtbitare. Inga underarter finns listade i Catalogue of Life.